# Pechincha
Pechincha és un barri de la Zona Oest del municipi de Rio de Janeiro, conegut per acollir el Retiro Dos Artistes.
Limita amb els barris Freguesia de Jacarepaguá, Cidade de Deus, Taquara i Tanque.
El seu IDH, l'any 2000, era de 0,900, el 29 millor del municipi de Rio.

## Característiques
Té connexió amb Freguesia de Jacarepaguá i Tanque, a través de l'Avinguda Geremário Dantas. És bàsicament un barri residencial.
Molt conegut per abrigar el Retiro dos Artistes, en el carrer del mateix nom. El nom del barri és a causa d'un mercat, que venia productes amb preus més baixos que els establiments comercials dels barris veïns de Freguesia de Jacarepaguá i Taquara, principals pols de comerç de Jacarepaguá fins avui.
Forma part de la regió administrativa de Jacarepaguá, de la qual també formen part:
- Anil
- Curicica
- Freguesia de Jacarepaguá
- Gardênia Azul
- Jacarepaguá
- Praça Seca
- Tanque
- Taquara
- Vila Valqueire